# Joe Nash
Joseph Andrew Nash (* 11. Oktober 1960 in Boston, Massachusetts) ist ein ehemaliger US-amerikanischer American-Football-Spieler. Er spielte 15 Saisons auf der Position des Defensive Tackles für die Seattle Seahawks in der National Football League.

## NFL
Nachdem Nash im NFL Draft 1982 nicht ausgewählt wurde, verpflichteten ihn die Seattle Seahawks. Nachdem sich Robert Hardy in der Preseason ein Bein brach, brauchten die Seahawks einen Ersatz-Defensive-Tackle und behielten Nash im finalen 53-Mann-Kader. Mitte der Saison 1983 wurde er dann zum Starter ernannt, nachdem sich Manu Tuiasosopo verletzte. 1984 konnte er 7 Sacks und 75 Tackles erzielen, weshalb er in den Pro Bowl 1985 berufen wurde. In der darauffolgenden Saison konnte er 87 Tackles setzen und einen Karrierebestwert von 9 Sacks erzielen. Nach 51 aufeinanderfolgenden Starts verletzte sich Nash am Ende der Saison 1986. Im Playoffspiel der Seahawks gegen die Cincinnati Bengals in der Saison 1988 täuschte Nash viermal eine Verletzung vor um die No-Huddle Offense der Bengals zu untergraben. 1989 konnte er 8 Sacks erzielen und einen Karrierebestwert von 92 Tackles erzielen. 1992 wurde er von seinen Teamkollegen zusammen mit Jeff Bryant mit dem Steve Largent Award ausgezeichnet.
In seiner Karriere spielte er in 218 Spielen, die Meisten in der Geschichte der Seattle Seahawks, wovon er 169 auch startete (4.). Er konnte 779 Tackles setzen (3.) und 47,5 Sacks erzielen (6.). Nash wurde auch in den Special Teams eingesetzt, wo er acht Field Goals und zwei Point after Touchdowns blockte, wofür er den Spitznamen „Air Nash“ bekam. Für seine Leistungen wurde Nash von den Fans 2010 in das Seattle Seahawks 35th Anniversary Team gewählt.

## Privates
Nash wohnt in Boston, wo er in einer Bank arbeitet. Er ist verheiratet und hat drei erwachsene Kinder.